# Jasmin Mersmann
Jasmin Mersmann (* 1978 in Koblenz) ist eine deutsche Kunsthistorikerin.

## Leben
Sie studierte ab 1998 Kunstgeschichte, neuere und neueste Geschichte und Philosophie an der Albert-Ludwigs-Universität Freiburg, der Université Paris X, Nanterre, der Sorbonne (2002 Maîtrise) und der Humboldt-Universität zu Berlin (2005 Magister Kunstgeschichte). Anschließend war sie von 2006 bis 2017 als wissenschaftliche Mitarbeiterin am Institut für Kulturwissenschaft der HU Berlin tätig. 2012 wurde sie dort mit der Dissertation Lodovico Cigoli. Formen der Wahrheit um 1600 promoviert.
Von 2017 bis 2019 hatte Mersmann eine Gastprofessur für Kunstgeschichte und kuratorische Praktiken an der Kunstuniversität Linz inne. Von 2019 bis 2023 lehrte sie ebenda als Professorin für Kunstgeschichte. Seit 2023 ist sie Professorin für Kunstgeschichte der Frühen Neuzeit an der FU Berlin mit Schwerpunkten auf der Kunst und Kunsttheorie Italiens und des deutschsprachigen Raums.
Mitte Juni 2024 forderte Mersmann mit mehreren tausend weiteren Professoren und Dozenten den Rücktritt der Bildungs- und Forschungsministerin Bettina Stark-Watzinger aufgrund ihrer Erwägungen zur Kürzung von Forschungsmitteln für Hochschulangehörige, die sich zuvor gegen die Räumung eines propalästinensischen Protestcamps ausgesprochen hatten.